# Stefan Wilhelmi
Stefan Wilhelmi (* 1966) ist ein deutscher Theater- und Fernsehschauspieler.

## Leben
Wilhelmi startete im Anschluss an seine Schauspielausbildung an der Hochschule für Musik und Theater in Saarbrücken eine Theaterlaufbahn als Darsteller am Staatstheater Saarland, gefolgt von Engagements am Thalia Theater und verschiedenen Bühnen in München. Daneben wirkte er in diversen Fernsehserien mit: Vater wider Willen, Die Gerichtsreporterin, Tatort und Ein unmöglicher Lehrer. Die Rolle des Tilmann Fritzsche in der Serie Verbotene Liebe, spielte er fast ein Jahr lang.